# (16278) 2000 JM77
A (16278) 2000 JM77 a Naprendszer kisbolygóövében található aszteroida. A LINEAR projekt keretében fedezték fel 2000. május 7-én.